# أليكس فالي
أليكس فالي (بالإنجليزية: Alex Valle)‏ هو لاعب رياضة إلكترونية ‏ أمريكي، ولد في 11 أبريل 1978 في ليما في بيرو.